# Petite mission des sourds-muets
La Petite mission des sourds-muets (en latin : Congregatio Parvae Missionis ad Surdos-mutos) est une congrégation cléricale enseignante de droit pontifical.

## Histoire
Le 8 juillet 1848, le Père Joseph Gualandi (1826-1907) assiste à la première communion d'une fille sourde-muette dans l'église de la Sainte-Trinité de Bologne. En 1850, avec son frère Cesare, le père Gualandi ouvre une école pour l'éducation des sourds et fonde une congrégation cléricale en 1852 qui s'occupe de sa gestion.
La petite mission des sourds-muets est approuvée par le cardinal Carlo Luigi Morichini, archevêque de Bologne en 1872. L'institut reçoit le décret de louange le 1er juillet 1913 et il est définitivement approuvé par le Saint-Siège le 7 octobre 1963.
Les sœurs de la petite mission des sourds-muets, branche féminine de la congrégation, est fondée en 1872 par les frères Gualandi avec l'aide de la Mère Ursule Mezzini (1853-1919). Joseph Gualandi est reconnu vénérable le 24 avril 2001 par Benoît XVI.

## Activités et diffusion
Les religieux se consacrent à l'enseignement des sourds-muets, ils dirigent également des écoles pour la formation des enseignants, diffusent de la presse spécialisée, et créent des supports pédagogiques.
Ils sont présents en:
- Europe : Italie.
- Amérique : Brésil.
- Afrique : République démocratique du Congo.
- Asie : Philippines.

La maison-mère est à Rome.
En 2005, la congrégation comptait 8 maisons et 48 membres dont 25 prêtres.